# ACS Ksar
ACS Ksar ist ein mauretanischer Fußballverein aus Nouakchott, der Hauptstadt Mauretaniens. Der Verein wurde 1978 gegründet und gehört mit fünf gewonnenen Meisterschaften zu den erfolgreichsten Vereinen Mauretaniens.

## Erfolge
- Meisterschaften: 5

1983, 1985, 1992, 1993, 2004
- Pokal: 3

1979, 1993, 1994

## Statistik in den CAF-Wettbewerben
| Wettbewerb                | Runde         | Gegner                     | Hinspiel | Rückspiel |  |
| ------------------------- | ------------- | -------------------------- | -------- | --------- |  |
|                           |               |                            |          |           |  |
| CAF Cup Winners 1980      | 1. Runde      | NA Hussein Dey             | 0:7 (A)  | 1:0 (H)   |  |
| CAF Champions Cup 1986    | Qualifikation | Étoile Filante Ouagadougou | n. a.    | n. a.     |  |
| CAF Champions Cup 1993    | Qualifikation | Djoliba AC                 | 0:1 (A)  | 1:1 (H)   |  |
| CAF Champions Cup 1994    | Qualifikation | Académica do Sal           | 2:0 (H)  | 0:0 (A)   |  |
|                           |               | MC Oran                    | 0:4 (A)  | 2:0 (H)   |  |
| CAF Champions League 2005 | Qualifikation | FAR Rabat                  | 0:4 (A)  | 1:0 (H)   |  |

- 1986: Der Verein zog seine Mannschaft nach der Auslosung zurück.